# Thüringische Muschwitz (Naturschutzgebiet)

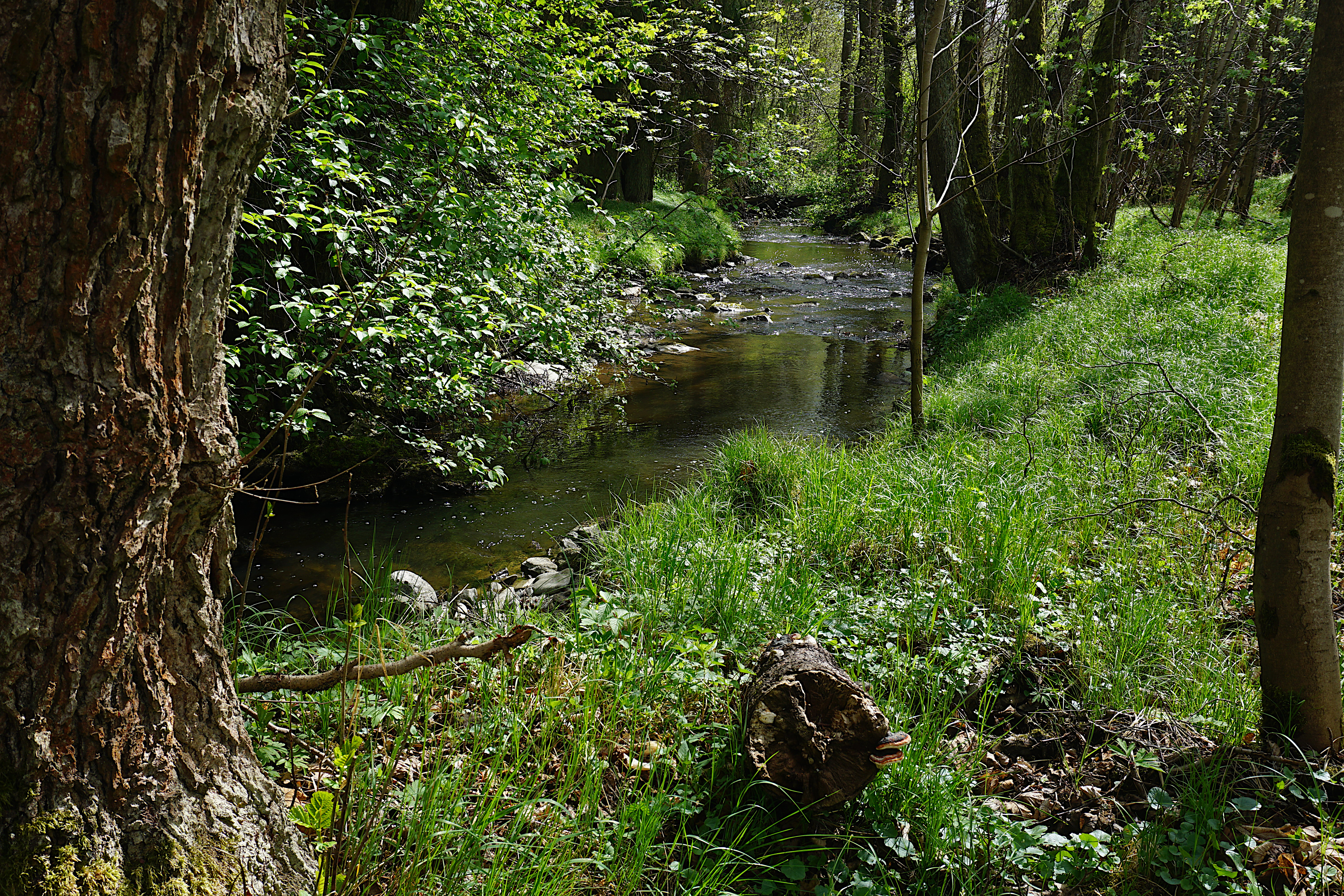
Die Muschwitz unweit von Lichtenberg

Das Naturschutzgebiet Thüringische Muschwitz liegt auf dem Gebiet des Marktes Bad Steben im Landkreis Hof und des Langenbacher Forstes, eines gemeindefreien Gebietes westlich von Bad Steben im oberfränkischen Landkreis Kronach in Bayern.
Das 22,26 ha große Gebiet mit der Nr. NSG-00427.01, das im Jahr 1992 unter Naturschutz gestellt wurde, erstreckt sich nordwestlich, nördlich und nordöstlich von Carlsgrün, eines Gemeindeteils von Bad Steben, entlang der an der Landesgrenze zu Thüringen fließenden Thüringischen Muschwitz, eines linken Zuflusses der Selbitz.
Die Unterschutzstellung erfolgt zur Erhaltung des naturnahen Bachlaufes mit angrenzenden Hochstauden- und Altgrasfluren sowie Wiesen- und Auwaldbereichen. Das Gebiet ist Lebensraum, Brut- und Nahrungsraum auch für hochgradig bedrohte Vogelarten.